# Beta eliminación
La beta eliminación es una reacción mediante la cual un complejo organometálico se descompone para dar un complejo hidruro metálico y un alqueno.
La beta eliminación es la reacción inversa a la inserción de alquenos en enlaces M-H (hidrometalación).

## Condiciones indispensables para que se produzca
Para que se produzca la beta eliminación es necesario que el compuesto disponga de un hidrógeno en posición beta y tenga 16 electrones de valencia como máximo, ya que el centro metálico ha de tener una posición vacante. 

### Condiciones que la desfavorecen
El equilibrio inserción-eliminación se desplaza en sentido de la inserción en alquenos con sustituyentes electroatrayentes. Un ejemplo de este hecho es que en los complejos metal-fluoroalquio la beta eliminación esta tan desfavorecida que son estables incluso con 16 electrones y un hidrógeno en posición beta.
Tampoco se dará la reacción de beta eliminación cuando el alquilo producido esté excesivamente tensionado.
Substituyentes voluminosos inhibirán la reacción ya que dificultaran la disposición coplanaria del metal carbono e hidrógeno necesaria para que esta se produzca. 

### Cómo evitar la beta-eliminación
Existen varias estrategias para evitar la β-eliminación de hidruro. La estrategia más común es emplear ligandos alquilo que carecen de hidrógeno en la posición β (los más comunes son metilo y neopentilo). La beta eliminación también se inhibe cuando la reacción tiene que producir un alqueno con una gran tensión angular. Esta situación se ilustra por ejemplo con la estabilidad de los complejos de metal que contienen ligandos norbornilo: